# Connection
Connection è un brano musicale dei Rolling Stones, pubblicato nel loro album del 1967 Between the Buttons come quarta traccia, sia nella versione britannica che in quella statunitense.
La canzone è accreditata a Mick Jagger e Keith Richards, anche se venne composta principalmente da Richards. Nonostante la sua buona qualità musicale, il pezzo, considerato da Keith fra i più interessanti del repertorio secondario del gruppo, non venne pubblicato come singolo e non raggiunse la popolarità di altre canzoni del periodo.

## Descrizione
Il brano è caratterizzato da uno stile rock leggero e orecchiabile; il testo, incentrato sul tema del consumo di droga da parte dell'autore, è reso piuttosto criptico dall'utilizzo di vocaboli appartenenti allo slang diffuso in quegli anni fra i tossicodipendenti e gli spacciatori.
Vengono eseguiti due assoli di chitarra, ambedue ad opera di Richards; le voci sono interamente cori di Jagger e Richards, mentre Brian Jones e Bill Wyman non erano presenti durante le registrazioni.

## Esecuzioni dal vivo
Il gruppo ha eseguito il brano dal vivo nel Voodoo Lounge Tour del 1995 e nell'A Bigger Bang Tour del 2006. È presente inoltre nel film Shine a Light del regista Martin Scorsese. La canzone è anche stata eseguita nel tour solista di Keith Richards del 1988 e quindi inclusa nell'album live Live at the Hollywood Palladium, December 15, 1988 (pubblicato nel 1991).

## Cover
Ramblin' Jack Elliott eseguì due cover del brano: la prima, recensita da Rolling Stone come «uno dei pezzi country-rock più sorprendenti», venne inserita nell'album Young Brigham (1968); la seconda in The Long Ride (1999).
Altre cover furono eseguite dai Montrose (nell'album Paper Money del 1974), da Arlo Guthrie (nell'album Amigo del 1976) e dagli Everclear (nell'EP Nervous & Weird del 1993), dai The Connection (nell'EP Let It Rock! del 2013).